# Ioan-Cristian Chirilă
Ioan-Cristian Chirilă (ur. 6 stycznia 1991 w Bukareszcie) – rumuński szachista, arcymistrz od 2009 roku.

## Kariera szachowa
W 2001 r. zdobył tytuł mistrza Rumunii juniorów do 10 lat, a w następnym roku powtórzył to osiągnięcie, ale w kategorii do 12 lat. Kolejne tytuły mistrza kraju juniorów zdobył w latach 2006 (do 16 lat) oraz 2009 (do 20 lat). Wielokrotnie reprezentował Rumunię na mistrzostwach świata i Europy juniorów w różnych kategoriach wiekowych, największy sukces osiągając w 2007 r. w Kemerze, gdzie zdobył tytuł mistrza świata do 16 lat. W 2006 i 2008 r. uczestniczył w drużynowych mistrzostwach Europy juniorów do 18 lat, zdobywając dwa medale za wyniki indywidualne: złoty (2008, na I szachownicy) oraz srebrny (2006, na II szachownicy).
W 2004 r. zwyciężył w kołowym turnieju Winter Cup w Bukareszcie oraz podzielił I m. w Miercurea-Ciuc (turniej B), w 2005 r. podzielił I m. w Timișoarze (turniej B), natomiast w 2007 r. podzielił I m. (wspólnie m.in. z Vladem-Cristianem Jianu) w Cap Aurorze oraz podzielił II m. (za Andrei Murariu, wspólnie z Belą Badea i Ciprianem-Costicą Nanu) w Eforie. W 2008 r. podzielił II m. (za Walentinem Jotowem, wspólnie m.in. z Atanasem Kolewem, Dimityrem Donczewem, Julianem Radulskim, Władysławem Niewiedniczym i Dejanem Bożkowem) w Płowdiwie oraz zwyciężył (wspólnie z Danielem Mołdowanem, Iulianem Sofronie i Constantinem Lupulescu) w Predealu. W 2009 r. odniósł kolejne sukcesy: na indywidualnych mistrzostwach Europy w Budwie oraz podczas memoriału Victora Ciocâltei (w którym podzielił I m. wspólnie z Constantinem Lupulescu i Gergelym Szabo) wypełnił normy na tytuł arcymistrza, zwyciężył również (samodzielnie) w openie w Eforie. W 2015 r. podzielił I m. (wspólnie z Yunieskim Quezada Pérezem) w Filadelfii.
Najwyższy ranking w dotychczasowej karierze osiągnął 1 lipca 2018 r., z wynikiem 2576 punktów.